# Neckarsulm
Neckarsulm je nemško mesto na severu zvezne dežele Baden-Württemberg pri Stuttgartu in je del okrožja Heilbronn. Po podatkih iz leta 2004 ima 27.296 prebivalcev.
Tukaj se stekata reki Neckar in Sulm, po katerih ima mesto tudi ime. Ime mesta velikokrat napačno razumejo kot »Neckarjev Ulm«, kar bi pomenilo Neckarjevo »različico« Ulma, ki pa leži ob Donavi.
- Mestna hiša Neckarsulma
- Cerkev svetega Dionizija
- Stari grad tevtonskih vitezov (Deutschordensschloss)
- Vinogradi na Scheuerbergu

## Pobratena mesta
Neckarsulm pobraten s petimi mesti v petih državah:
| - Carmaux (Francija) - Bordighera (Italija) - Grenchen (Švica) | - Zschopau (Saška, Nemčija) - Budakeszi (Madžarska) |